# Анджеј Јасионовски
Анджеј Едвард Јасионовски (пољ. Andrzej Edward Jasionowski, Лођ, 29. новембар 1964) је пољски дипломата, амбасадор у Србији (2009–2014), Хрватској (2018–2023) и Босни и Херцеговини (2023–).

## Биографија
У периоду 1986-1989. г. је студирао у Лођу, био је председник Договора Независног удружења студената високих школа у Лођу. Од 1990 г. био је руководилац студентског клуба „Проxима” у Варшави. 1991. године дипломирао је на Факултету права и администрације Варшавског универзитета, специјализација – међународно јавно право.
1991.године започео је каријеру у Министарству транспорта и поморске привреде. У периоду 1992–1994 радио у Амбасади Пољске у Нигерију (Лагос) као заменик саветника за економска питања. Почетком 1995. г. преузео је дужност конзула у Амбасади у Алмати у Казахстану. Крајем 1997. г. пребачен је у Генерални конзулат у Стокхолму. 2000.г. почео је да ради у Дирекцији за дијаспору Министарства спољних послова одакле је, на пар месеци, послат у Норвешку (Осло) као вршилац дужности конзула.
2001. г. је као посматрач ОЕБСа учествовао у изборима на Косову. 2002.г. послат је у Амбасаду у Хелсинкију – обављао је фукцију шефа Конзуларног одељења. У Министарство вратио 2006.г., где био је постављен на дужност директора Управе за конзуларне послове и дијаспору. Истовремено био је и председник Дисциплинске комисије Министарства (до краја јуна 2009). Од 14.октобра 2009. године до 2014. г. обавлао је дужност Амбасадора Републике Пољске у Републици Србији. У периоду 2016–2017 био је главни директор службе спољних послова. Од 2018. г. до 2023. г. обнашао је дужност Амбасадора у Републици Хрватској. Од 2023. г. Амбасадор у Босни и Херцеговини.
Године 2007. Институт народног сећања доделио му је статус жртве комунистичког режима. 2017. г. добио је Криж слободе и солидарности. Андрзеј Јасионовски говори енглески, руски и српски.